# Valentina Rodini
Valentina Rodini (* 28. Januar 1995 in Cremona) ist eine italienische Ruderin. Sie gewann 2021 die olympische Goldmedaille im Leichtgewichts-Doppelzweier.

## Karriere
2012 nahm sie zum ersten Mal in ihrer Karriere an den Junioren-Weltmeisterschaften im Rudern teil. In Plowdiw bildete sie mit Stefanie Gobbi, Carmela Pappalardo und Veronica Calabrese bei den Junioren-Weltmeisterschaften 2012 den Doppelvierer und sie konnten sich für das A-Finale qualifizieren. Dort belegten sie den sechsten und letzten Platz. Ein Jahr später nahm sie an den Ruder-Juniorenweltmeisterschaften 2013 in Trakai teil und war dort gemeinsam mit Stefania Gobbi wie im Vorjahr Teil des Doppelvierers. Zudem gehörten zur Besatzung des Bootes Valentina Iseppi und Chiara Ondoli. Gemeinsam qualifizierten sich für das A-Finale und konnten mit fast einer Sekunde Vorsprung vor den US-amerikanischen und den deutschen Boot Junioren-Weltmeister werden.
Im darauffolgenden Jahr nahm Valentina Rodini erstmals an den U23-Ruder-Weltmeisterschaften teil und in Varese gemeinsam mit Serena Lo Bue, Greta Masserano und Giorgia Lo Bue im Leichtgewichts-Doppelvierer. Sie erreichten direkt über den Vorlauf das A-Finale und gewannen dort hinter den Boot aus Deutschland und vor dem Boot aus der Schweiz die Silbermedaille. Sowohl Valentina Rodin als auch Greta Masserano wurden für den italienischen Leichtgewichts-Doppelvierer ausgewählt, welcher bei den Ruder-Weltmeisterschaften 2014 in Amsterdam an den Start ging. Neben ihnen beiden gehörten noch Eleonora Trivella und Giulia Pollini zur Besatzung des Bootes. Gemeinsam konnten sie sich für das A-Finale qualifizieren und beendeten dort den Wettbewerb auf den fünften Platz.
Im darauffolgenden Jahr debütierte sie in Varese beim Ruder-Weltcup und ging dort gemeinsam mit Eleonora Trivella im Leichtgewichts-Doppelzweier an den Start. Als zweites italienisches Team konnten sie sich nur für das C-Finale qualifizieren und belegten dort den vierten Platz, so dass sie schlussendlich den Wettbewerb auf den 16. Platz beendeten. Nach ihrem Debüt im Ruder-Weltcup nahm sie an den U23-Weltmeisterschaften 2015 in Plowdiw teil und gehörte dort neben Nicole Sala, Greta Masserano und Giorgia Lo Bue zum italienischen Leichtgewichts-Doppelvierer. Sie konnten sich direkt über den Vorlauf für das A-Finale qualifizieren und gewannen das Finale mit mehr als drei Sekunden Vorsprung vor den Booten auf Frankreich und Deutschland.
Als frischgebackene U23-Weltmeisterinnen gingen sie fast geschlossen auf den Lac d’Aiguebelette in Savoyen bei den Weltmeisterschaften 2015 an den Start. Die einzige Veränderung war, dass Eleonora Trivella für Giorgia Lo Bue zur Besatzung gehörte. Sie verpassten die Qualifikation für das A-Finale und durften nur im B-Finale an den Start gehen, wo sie den zweiten Platz belegten. Dadurch beendeten sie den Wettbewerb auf den achten Platz. Im darauffolgenden Jahr nahm sie in Varese erneut am Weltcup der Ruderer teil und ging dort gemeinsam mit Giulia Pollini an den Start. Die beiden konnten sich als zweites italienisches Team nur für das B-Finale qualifizieren und belegten dort den vierten Platz, so dass sie den Wettbewerb auf den zehnten Platz beendeten.
In Luzern ging sie bei den Ruder-Europameisterschaften 2016 an den Start und ging dort für Italien im Einer an den Start. Sie schied bereits im Halbfinale, wo sie in ihrem Rennen nur den sechsten Platz belegte aus. Beim dritten Wettbewerb des Ruder-Weltcups ging sie gemeinsam mit Federica Cesarini an den Start und konnten in Posen gemeinsam das A-Finale erreichen und belegten dort den sechsten Platz. Sowohl im Einer als auch im Leichtgewichts-Doppelzweier verpasste Italien die Qualifikation für die Olympischen Sommerspiele 2016 in Rio de Janeiro. In Folge der Erkenntnisse durch den McLaren-Report wurde der russischen Mannschaft der Startplatz im Leichtgewichts-Doppelzweier der Frauen aberkannt und Italien bekam als erster Nachrücker dieses Startplatz zuerkannt und von dem Comitato Olimpico Nazionale Italiano wurden für diesen Wettbewerb bei den Olympischen Sommerspielen Valentina Rodini und Laura Milani nominiert.
In Rio de Janeiro konnten Valentina Rodini und Laura Milani im Leichtgewichts-Doppelzweier nur das C-Finale erreichen, welches sie aber für sich entscheiden konnten. Dadurch beendeten sie die Olympischen Sommerspiele 2016 auf den 13. Rang. Nach den Olympischen Spielen nahm sie gemeinsam mit Federica Cesarini, mit der sie auch beim Ruder-Weltcup gestartet ist, an den U23-Weltmeisterschaften in Rotterdam teil. Im Leichtgewichts-Doppelzweier erreichten sie das Finale und belegten dort hinter den Boot des Gastgebers und den Boot von Neuseeland den 3. Platz und gewannen damit die Bronzemedaille. Ein Jahr später starteten sie in der gleichen Konstellation in Račice u Štětí auf den Ruderkanal Račice u Štětí bei den Europameisterschaften 2017 im Leichtgewichts-Doppelzweier. Direkt über den Vorlauf konnten sie sich für das A-Finale qualifizieren und belegten im Finale den sechsten Platz.
Nach den Europameisterschaften ging sie in Plowdiw bei den U23-Weltmeisterschaften im Rudern an den Start und gehörte dort neben Asja Maregotto, Paola Piazzolla und Giovanna Schettino zur Besatzung des Leichtgewichts-Doppelvieres. Sie erreichten direkt über den Vorlauf für das A-Finale und sicherten sich dort mit fast sechs Sekunden Vorsprung den U23-Weltmeistertitel in dieser Disziplin vor den Boot aus den Niederlanden und den Boot aus Deutschland. Bei den Ruder-Weltmeisterschaften 2017, die in der Nähe von Sarasota und Bradenton ausgetragen wurden, bildete sie mit Allegra Francalacci den Leichtgewichts-Doppelzweier. Sie verpassten das A-Finale und mussten im B-Finale antreten, wo sie den zweiten Platz belegten. Dadurch beendeten die beiden den Wettbewerb auf den achten Platz.
In Linz nahm Valentina Rodini an der zweiten Veranstaltung des Ruder-Weltcups teil und ging dort gemeinsam mit Federica Cesarini an den Start. Die beiden konnten sich für das A-Finale qualifizieren und gewannen dort mit mehr als einer Sekunde Vorsprung vor den Booten aus den Niederlanden und aus Rumänien den Wettbewerb im Leichtgewichts-Doppelzweier. Kurz danach nahm sie für Italien an den Mittelmeerspielen 2018 teil, welche in der spanischen Stadt Tarragona in Katalonien ausgetragen wurden, und startete dort im Leichtgewichts-Einer und sicherte sich dort vor der Griechin Thomais Emmanouilidou und der Spanierin Natalia Gómez den Titel.
In Glasgow nahm Valentina Rodini bei den Europameisterschaften 2018, welche Teil der European Championships 2018 waren, mit Federica Cesarini im Leichtgewichts-Doppelzweier teil. Die beiden konnten sich für das A-Finale qualifizieren und verpassten dort mit den fünften Platz eine Medaille. Gemeinsam nahmen sie auch an den Ruder-Weltmeisterschaften 2018, welche in Plowdiw ausgetragen wurden, teil und verpassten dort im Leichtgewichts-Doppelzweier das A-Finale. Das B-Finale entschieden sie mit fast zwei Sekunden für sich und beendeten den Wettkampf dadurch auf den siebten Platz.
Im darauffolgenden Jahr nahm Valentina Rodini in Luzern gemeinsam mit Giulia Mignemi an den Europameisterschaften 2019 teil. Im Leichtgewichts-Doppelzweier erreichten sie das A-Finale. Dort belegten sie aber nur den sechsten und letzten Platz. Vor den Ruder-Weltmeisterschaften ging sie wieder mit Federica Cesarini bei dem zweiten Wettbewerb des Ruder-Weltcups an den Start. Sie konnten in Posen das A-Finale erreichen und belegten hinter dem Boot aus Neuseeland und vor dem chinesischen Boot den zweiten Platz. Bei den Weltmeisterschaften 2019, welche in Linz ausgetragen wurden, verpassten sie im Leichtgewichts-Doppelzweier das A-Finale. Das B-Finale entschieden sie aber für sich und beendeten dadurch den Wettbewerb auf den siebten Platz. 2020 gewannen Valentina Rodini und Federica Cesarini bei den Europameisterschaften in Posen die Silbermedaille hinter den Niederländerinnen. Im Jahr darauf siegten die beiden bei den Europameisterschaften in Varese vor dem britischen Boot und den Niederländerinnen. Bei den Olympischen Spielen in Tokio gewannen die Italienerinnen vor den Französinnen und den Niederländerinnen.
2022 bei den Europameisterschaften in München erruderten Rodini und Cesarini die Bronzemedaille hinter den Britinnen und den Französinnen.